# کاجا کوروشک
کاجا کوروشک (انگلیسی: Kaja Korošec؛ زادهٔ ۱۷ نوامبر ۲۰۰۱) بازیکن فوتبال اهل اسلوونی است.
وی همچنین در تیم ملی فوتبال زنان اسلوونی بازی کرده‌است.